# Wairarapa
Wairarapa ist der Name einer landschaftlichen Region im Süden der Nordinsel Neuseelands.
Die Region Wairarapa ist geprägt von Weinbau und Schafzucht. Hier liegt der bekannte Weinbauort Martinborough. Die Bevölkerungsdichte ist sehr niedrig. Im südlichen Teil liegt der Lake Wairarapa.

## Grenzen
Wairarapa liegt formal teilweise, mit der südlichen Hälfte, in der Region Wellington, wird im allgemeinen Sprachgebrauch aber nicht mit dieser in Verbindung gebracht, da die Rimutaka Ranges eine natürliche Grenze zur Region Wellington im engeren Sinne bilden. Die nördliche Hälfte liegt in der Region Manawatu-Wanganui mit dem nördlichen Ende in der Region Hawke’s Bay, wobei hier die Grenzen eher unscharf sind.
Entlang der pazifischen Ostküste liegen Ansiedlungen und Resorts wie Tinui, Castlepoint, und Riversdale Beach, die den Einwohnern Wellingtons und des Hutt Valley auch als Ferienorte dienen.

## Geschichte
Der Name bedeutet Glitzerndes Wasser und stammt der Überlieferung nach von Huanui, einem frühen Māori-Siedler, der den Lake Wairarapa und mehrere Flüsse von den westlich gelegenen Bergen aus betrachtete.
Rangitāne und Ngāti Kahungunu sind die hier siedelnden Māori-Stämme.
Die Besiedelung durch Europäer begann ca. 1840, auf von Māori gepachtetem Weideland. Heute ist vom ursprünglichen Urwald fast nichts mehr zu erkennen; wie fast in ganz Neuseeland wurde dieser zugunsten von Weideland für die Schafzucht gerodet.
Am 23. Januar 1855 wurde die Region vom stärksten je in Neuseeland gemessenen Erdbeben getroffen. Das Beben erreichte die Stärke 8,2 auf der Richterskala und ging als das Wairarapa-Erdbeben von 1855 in die Geschichte ein. Trotz der Stärke des Bebens waren aber auf Grund der überwiegenden Holzbauweise die Häuser weniger schweren Beschädigungen ausgesetzt, und dadurch waren insgesamt lediglich 4 Todesopfer zu beklagen.